# Better Be Good to Me
Better Be Good to Me ist ein Lied von Tina Turner aus dem Jahr 1984, das von Nicky Chinn, Mike Chapman und Holly Knight geschrieben wurde. Es erschien auf dem Album Private Dancer und ist Bestandteil des Soundtracks zur Krimiserie Miami Vice.

## Geschichte
Im Jahr 1981 schrieben Nicky Chinn, Mike Chapman und Holly Knight den Song, zu dem die Band Spider ein Demo aufnahm. Drei Jahre später übergab man Turner als Abrechnung mit ihrem Ex-Ehemann das Lied. Die Veröffentlichung fand am 12. September 1984 statt.
1985 gewann Better Be Good to Me bei den Grammy Awards in der Kategorie Beste weibliche Gesangsdarbietung – Rock (Best Rock Vocal Performance, Female).
In Miami Vice hörte man das Lied einmalig in der Episode Zu hoher Einsatz.

## Rezeption

### Chartplatzierungen
| ChartsChartplatzierungen       | Höchstplatzierung | Wochen |
| ------------------------------ | ----------------- | ------ |
| Deutschland (GfK)              | 52 (5 Wo.)        | 5      |
| Vereinigte Staaten (Billboard) | 5 (21 Wo.)        | 21     |
| Vereinigtes Königreich (OCC)   | 45 (5 Wo.)        | 5      |

| ChartsJahrescharts (1985)      | Platzierung |
| ------------------------------ | ----------- |
| Vereinigte Staaten (Billboard) | 59          |

### Auszeichnungen für Musikverkäufe
| Land/Region | Auszeichnungen für Musikverkäufe (Land/Region, Auszeichnung, Verkäufe) | Verkäufe |
| ----------- | ---------------------------------------------------------------------- | -------- |
| Kanada (MC) | Gold                                                                   | 50.000   |
| Insgesamt   | 1× Gold ·                                                              | 50.000   |

Hauptartikel: Tina Turner/Auszeichnungen für Musikverkäufe